# Fiscalía General de la Nación (Uruguay)
La Fiscalía General de la Nación de Uruguay es el órgano encargado de dirigir la investigación de los delitos, como también ejercer la acción penal pública. Es la denominación que recibe el Ministerio Público de Uruguay.

## Creación
La Fiscalía de Corte fue creada el 28 de octubre de 1907 mediante la ley N.º 3246, durante la presidencia del Dr. Claudio Williman. Nada tuvo que ver en su origen y primeros años con el Ministerio Fiscal y con la Abogacía del Estado.
Es en dicho periodo donde se designaría al doctor Alfonso Pacheco como el primer Fiscal general de Corte, quien ocuparía la titularidad hasta el 25 de enero de 1908. Desde su creación el organismo estaría bajo la dependencia del Ministerio de Instrucción Pública, con posterioridad el Ministerio de Educación y Cultura.
En el año 2015, con la promulgación de la ley N.° 19.334, se le otorgaría una mayor autonomía administrativa y jurídica, al establecerse como un servicio descentralizado de los tres poderes del Estado.

## Organización
- Las Fiscalías Letradas Departamentales. Son 33 fiscalías y tienen su sede en los 19 departamentos de Uruguay.
- Las Fiscalías Especializadas. Son aproximadamente 37 fiscalías solo en Montevideo.

### Organización departamental
En los 19 departamentos de la República funcionan un total de 33 Fiscalías Letradas Departamentales, que tienen como cometido la actuación penal en todos los delitos, cualesquiera sea su tipificación. En el caso de la capital, Montevideo, el actuar de fiscalía esta subdividido en diferentes fiscalías especializadas. 

### Montevideo
- Las Fiscalías Penales de Homicidios (1º a 4º turno)
- Las Fiscalías Especializadas en Delitos Económicos y Complejos (1º a 3º turno)
- Las Fiscalías de Estupefacientes (1º a 4º turno)
- Las Fiscalías de Violencia Doméstica y Violencia basada en Género (1º a 4º turno)
- La Fiscalía Civil de Aduana y Hacienda
- La Fiscalía Especializada en Crímenes de Lesa Humanidad
- Las Fiscalías de Adolescentes (1º a 3º turno)
- Las Fiscalías Penales de Flagrancia (1º a 16º turno)
- Las Fiscalías Penales (Sistema inquisitivo)
- La Fiscalía Especializada en Delitos de Lavado de Activos
- Las Fiscalías de Delitos Sexuales (1º a 6º turno)

## Unidades Especializadas
- Unidad Especializada en Género
- Unidad de Víctimas y Testigos: Tiene como objetivo el diseño de estrategias de atención, protección y acompañamiento a las víctimas y testigos de delitos y a sus familiares. Se trabaja coordinadamente con los equipos fiscales y está conformada por equipos multidisciplinarios, integrado por trabajadores sociales y psicólogos.

- Unidad Especializada de Litigación: Se encarga de brindar apoyo a los fiscales en la elaboración en estrategia de litigio y su acompañamiento en los juicios.

- Unidad Especializada en Cibercriminalidad: Asesora a las fiscalías en la investigación y persecución penal de los delitos cometidos por medios informáticos y asesora a las fiscalías en el resguardo, recolección y tratamiento de evidencia digital.

## Titular
La Fiscal de Corte y Procuradora de la Nación es, desde el 30 de agosto de 2024, Mónica Ferrero, quien subroga a Juan Gómez.